# Spolek přátel krásné literatury a bramborových koláčů
Spolek přátel krásné literatury a bramborových koláčů, v anglickém originále The Guernsey Literary and Potato Peel Pie Society, je britsko-francouzský historický a romantický film z roku 2018 režiséra Mika Newella. Scénář k filmu napsali Don Roos a Tom Bezucha podle stejnojmenné knihy od Annie Barrows a Mary Ann Shaffer. Hlavní role ztvárnili Lily James, Michiel Huisman, Glen Powell, Jessica Brown Findlay, Katherine Parkinson, Matthew Goode, Tom Courtenay a Penelope Wilton. Zápletka filmu, odehrávajícího se v roce 1946, se točí okolo spisovatelky, která si začne dopisovat s obyvatelem ostrova Guernsey, jenž byl během druhé světové války okupován Němci.
Film měl světovou premiéru 9. dubna 2018 v Londýně, v britských kinech se objevil od 20. dubna 2018. Celosvětově utržil přes 23 milionů dolarů a získal převážně kladné recenze od kritiků. Celosvětově byl vydán prostřednictvím Netflixu dne 28. srpna jako jejich původní film.

## Děj
Během německé okupace v roce 1941 na ostrově Guernsey zastaví němečtí vojáci čtveřici přátel. Zeptají se jich, proč se po ostrově potulují v noci a oni se chtějí vyhnout zatčení, a tak si vymyslí, že právě jdou ze setkání čtenářského spolku, který ve stresu náhodně pojmenují The Guernsey Literary and Potato Peel Pie Society.
O pět let později, v lednu 1946, se spisovatelka Juliet Ashton vydává na turné ke své poslední knize, kterou napsala pod pseudonymem Izzy Bickerstaff. Její nakladatel Sidney Stark ji právě sjednal, že bude psát příspěvky do literární sekce The Times týkající se prospěšnosti literatury. Juliet přijde dopis od Dawseyho Adamse, muže z ostrova Guernsey, k němuž se dostala knížka Essays of Elia, kde na přední straně měla napsanou adresu. Muž chce od Juliet doporučit knihkupectví v Anglii, kde by si mohl koupit další knihu od Charlese Lamba, který napsal právě Essays of Elia. Sdělí jí, že patří do čtenářského spolku The Guernsey Literary and Potato Peel Pie Society, který se schází každá pátek večer. Juliet mu posílá další knihu od Lamba a jeho sestry, Tales from Shakespeare a žádá po něm další informace o čtenářském spolku a jeho založení. 
Juliet se rozhodne, že by ráda napsala článek právě o tomto spolku a i přes výtky Sidneyho se na ostrov vydává. Julietin americký přítel Mark ji těsně před odjezdem požádá o ruku a ona souhlasí. Při příjezdu na ostrov se dostává na setkání spolku, kde si ji oblíbí všichni členové: Dawsey Adams, Amelia Maugery, Isola Pribbey, Eben Ramsey a Ebenův vnuk Eli. Sdělí ji, že zakládající členka spolku, Elizabeth, se momentálně nachází mimo ostrov. Juliet od nich žádá svolení, aby mohla o spolku napsat, ale Amelia to velice nevybíravě odmítá. Juliet se dozví, že Dawsey je opatrovníkem Elizabethiny malé dcery Kit.
Juliet místo návratu zůstává na Guernsey a snaží se zjistit, co se stalo během německé okupace ostrova. Během následujících dní začnou být členové spolku sdílnější a Juliet tak zjistí, že Elizabeth během války nacisté zatkli a poslali ji do Německa a všichni doufají, že se brzy opět vrátí domů. Juliet požádá svého přítele Marka, pracujícího v ozbrojených složkách, aby se pokusil vypátrat informace vedoucí k nalezení Elizabeth. Majitelka domu, u které Juliet bydlí, ji sdělí Elizabeth nebyla žádný svatoušek a naznačuje, že během okupace spala s německými vojáky, aby si přilepšila. Juliet žádá Dawseyho o vysvětlení a ten potvrdí, že není otcem Kit; jejím skutečným otcem byl německý lékař Christian Hellman. Pracoval s Elizabeth v místní nemocnici a po vyzrazení jejich vztahu byl poslán domů. Loď, ve které jel, však byla potopena a zemřel.
Mark přijíždí na Guernsey s informacemi ohledně Elizabeth. Pohádá se s Juliet, protože nenosí zásnubní prsten. Juliet zorganizuje setkání spolku a s lítostí jim sdělí, že Elizabeth zemřela v koncentračním táboře Ravensbrück. Svědci popsali, že byla zastřelena, když se snažila zachránit další vězeňkyni. Juliet s Markem odjíždí zpět do Londýna, ale Juliet si nemůže zvyknout na svůj dřívější život. Rozchází se s Markem a začne psát o čtenářském spolku. Když skončí s psaním, dá jednu kopii Sidneymu a druhou pošle spolku. Dawsey přečte dopis od ní nahlas celému spolku, dovtípí se, že se s Markem rozešla a že u ní má stále šanci a ihned se vydává do Londýna. V tu samou dobu se Juliet chce vrátit na Guernsey. Když nastupuje na loď, náhodně si v davu lidí všimne Dawseyho. Když se shledají, navzájem si vyznají lásku. Juliet ho požádá o ruku a on souhlasí. O nějaký čas později Dawsey předčítá Kit z Tales from Shakespeare a Juliet leží vedle nich a oba mají na prsteníčku svatební prsten. 

## Obsazení
| Lily James            | Juliet Ashton      |
| Michiel Huisman       | Dawsey Adams       |
| Glen Powell           | Mark Reynolds      |
| Jessica Brown Findlay | Elizabeth McKenna  |
| Katherine Parkinson   | Isola Pribby       |
| Matthew Goode         | Sidney Stark       |
| Tom Courtenay         | Eben Ramsey        |
| Penelope Wilton       | Amelia Maugery     |
| Bronagh Gallagher     | Charlotte Stimple  |
| Kit Connor            | Eli Ramsey         |
| Andy Gathergood       | Eddie Meares       |
| Florence Keen         | Kit McKenna        |
| Nicolo Pasetti        | Christian Hellmann |
| Marek Oravec          | německý voják      |

## Vznik filmu
Producentka Paula Mazur v červenci 2010 oznámila, že společnost Fox 2000 Pictures natočí film podle knihy Spolek přátel krásné literatury a bramborových koláčů od Mary Ann Shaffer a Annie Barrows. Navzdory nedostatku finančních pobídek potvrdila, že chce, aby se film opravdu natáčel na Guernsey: „Všechno je to otázka financí a toho, co vypadá správně, ale neumím si představit, že bychom na Guernsey nenatáčeli“. V souvislosti s představitelkou hlavní role byly zmíněny herečky jako Kate Winsletová, Anne Hathawayová nebo Emily Bluntová. Dne 4. srpna 2011 bylo oznámeno, že film bude režírovat Kenneth Branagh a natáčení začne v březnu 2012.
Kate Winslet v lednu 2012 přijala hlavní roli Juliet Ashton. Ale v dubnu téhož roku bylo natáčení filmu odloženo o další rok kvůli konfliktům v natáčecím plánu. V únoru 2013 Winslet z projektu odstoupila, stejně jako tehdejší režisér Branagh. V dubnu 2013 byla hlavní role nabídnuta Michelle Dockeryové, ale ta odmítla. V únoru 2016 bylo oznámeno, že se režisérem filmu stal Mike Newell, hlavní roli ztvární Rosamund Pike a film bude financovat a distribuovat StudioCanal. V říjnu téhož roku byla nakonec do hlavní role obsazena Lily James. V březnu 2017 se herci Michiel Huisman a Glen Powell připojili k obsazení filmu.
Hlavní natáčení začalo 21. března 2017 v Severním Devonu v Anglii. Exteriéry se natáčely v Princes Wharf v Bristolu, který představoval Weymouth Docks v roce 1946. Londýnská část natáčení se odehrála na Sicilian Avenue. Některé scény se také natáčely ve vězení v londýnské čtvrti Clerkenwell. Studiové natáčení probíhalo v Ealing Studios. Natáčení skončilo 15. května 2017, kdy byly také vydány první záběry z filmu.